# 势阱

一个势阱的势能-位移曲线

势阱（英語：Potential well）是一个包围着势能局部极小点的邻域。被势阱捕获的能量无法转化为其它形式的能量（例如能量从重力势阱中逃脱转化为动能），因为它被势阱的局部极低点捕获。也正是因此，一个被势阱捕获的物体不能继续向全局势能最低处运动，即使它根据熵的原理自然地倾向于向全局最低点运动。
粒子在某力场中运动，势能函数曲线在空间的某一有限范围内势能最小，形如陷阱，称为势陷
就是电子的势能图像类似一个波的形状，那么当电子处于波谷，就好像处在一口井里，比较稳定，很难跑出来。所以称为势阱。不单单是量子力学里有这个势阱，任何形式的势只要具有这种样子，我们都可以称它有势阱，比如重力势阱。量子力学与经典物理在这里有一个小小的差别，就是量子力学里，电子具有某些概率穿过势阱跑出来，称之为隧道效应。隧道电子显微镜就是利用这个原理。